# 上第聶伯羅夫斯克區

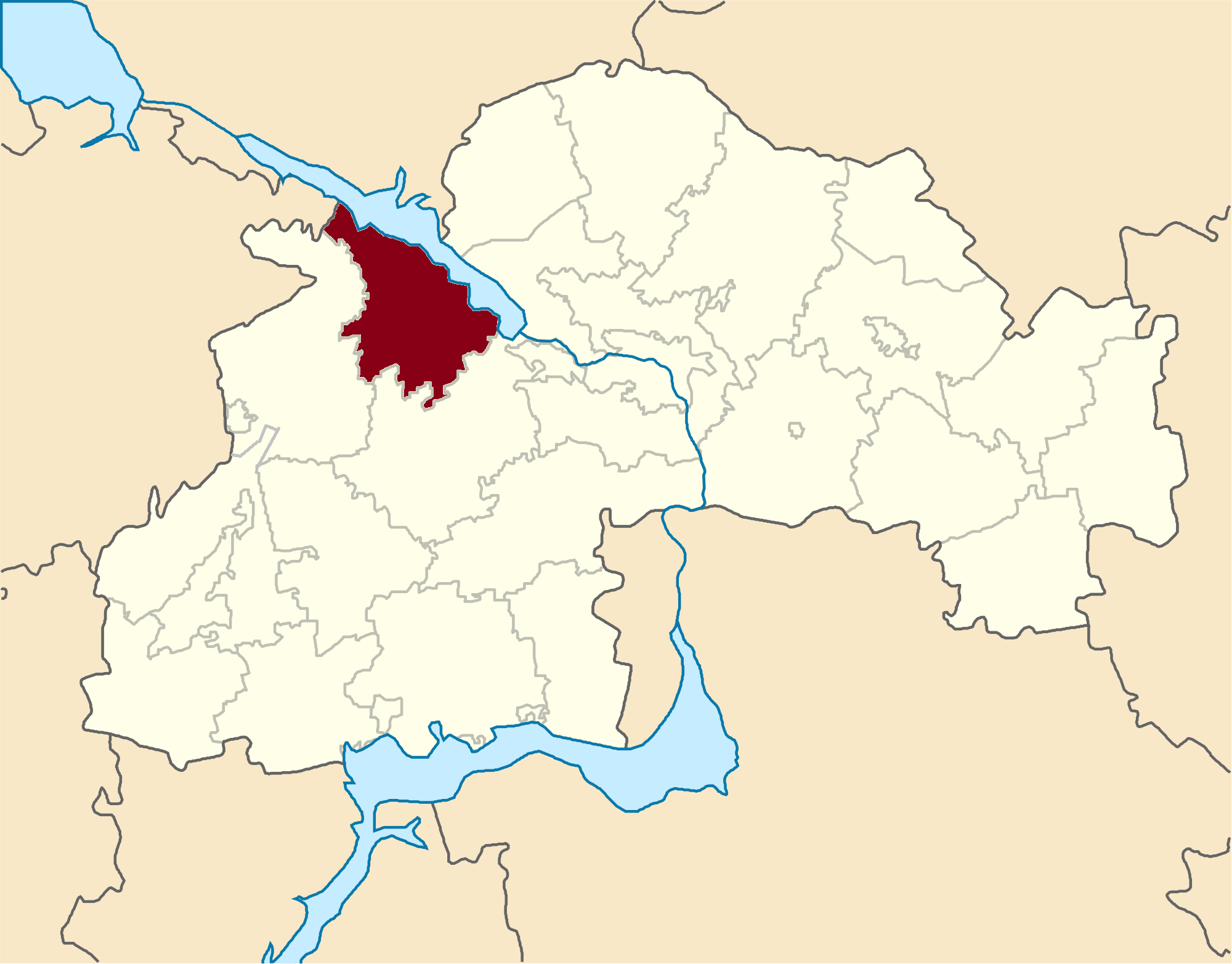
上第聶伯羅夫斯克區在第聶伯羅彼得羅夫斯克州的位置

上第聶伯羅夫斯克區（烏克蘭語：Верхньодніпровський район），曾是烏克蘭中部第聶伯羅彼得羅夫斯克州的一個區，行政中心設於上第聶伯羅夫斯克，面積1,286平方公里，2013年人口53,968，人口密度每平方公里41.97人。
48°39′22″N 39°12′42″E / 48.65611°N 39.21167°E